# Wellingborough
Wellingborough – miasto w Wielkiej Brytanii, w środkowej części Anglii, w regionie East Midlands i hrabstwie Northamptonshire, w dystrykcie (unitary authority) North Northamptonshire. Położone nad rzeką Nene, 18 km od siedziby hrabstwa (Northampton) oraz 13 km na południe od Kettering. Odległość od Londynu wynosi ok. 110 km. W 2001 roku miasto liczyło 46 959 mieszkańców.
Początki historii miasta szacowane są na VI w. n.e., a obecny charakter miejski nadał mu w 1201 roku Jan bez Ziemi.

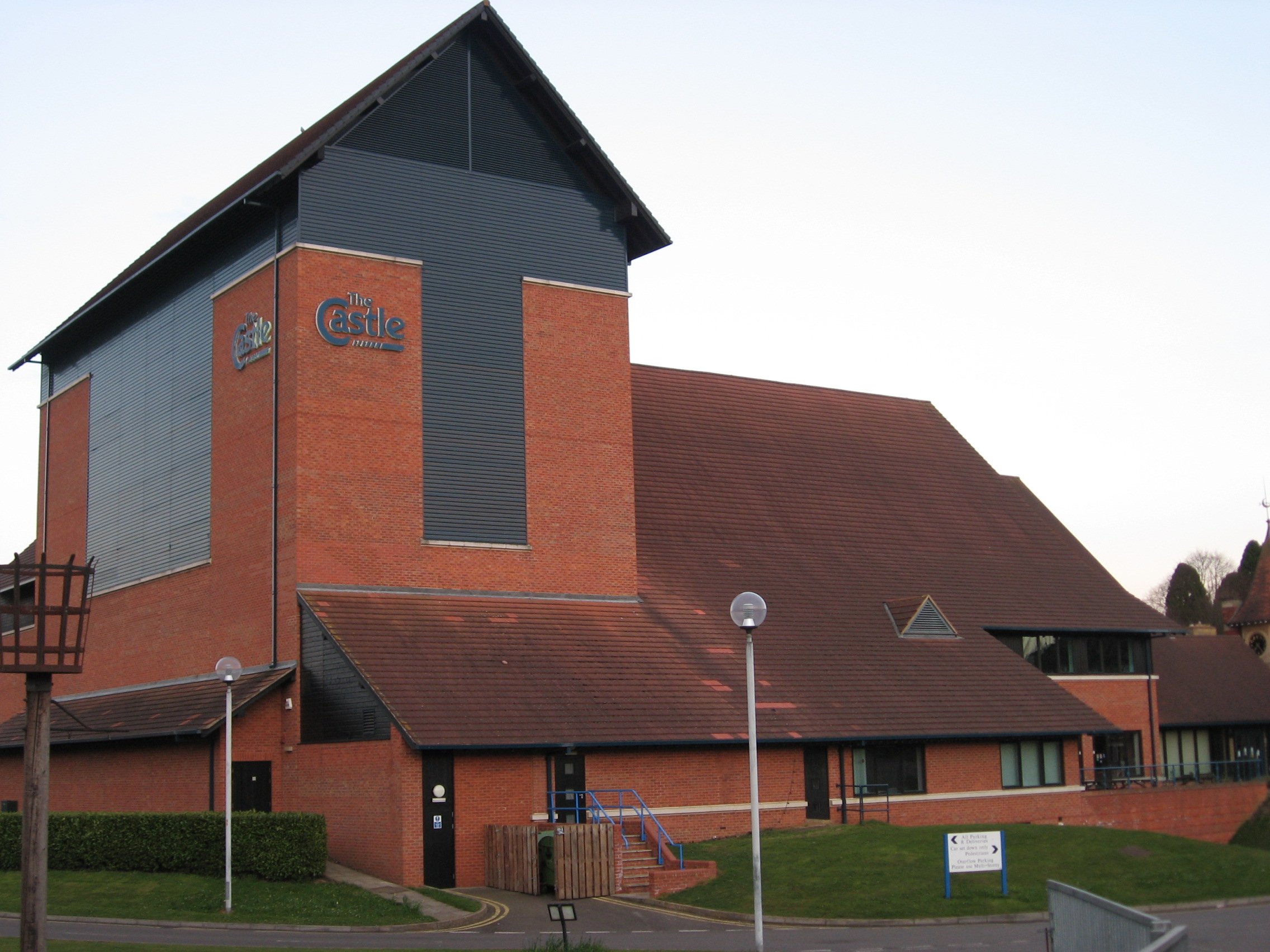
The Castle Theatre

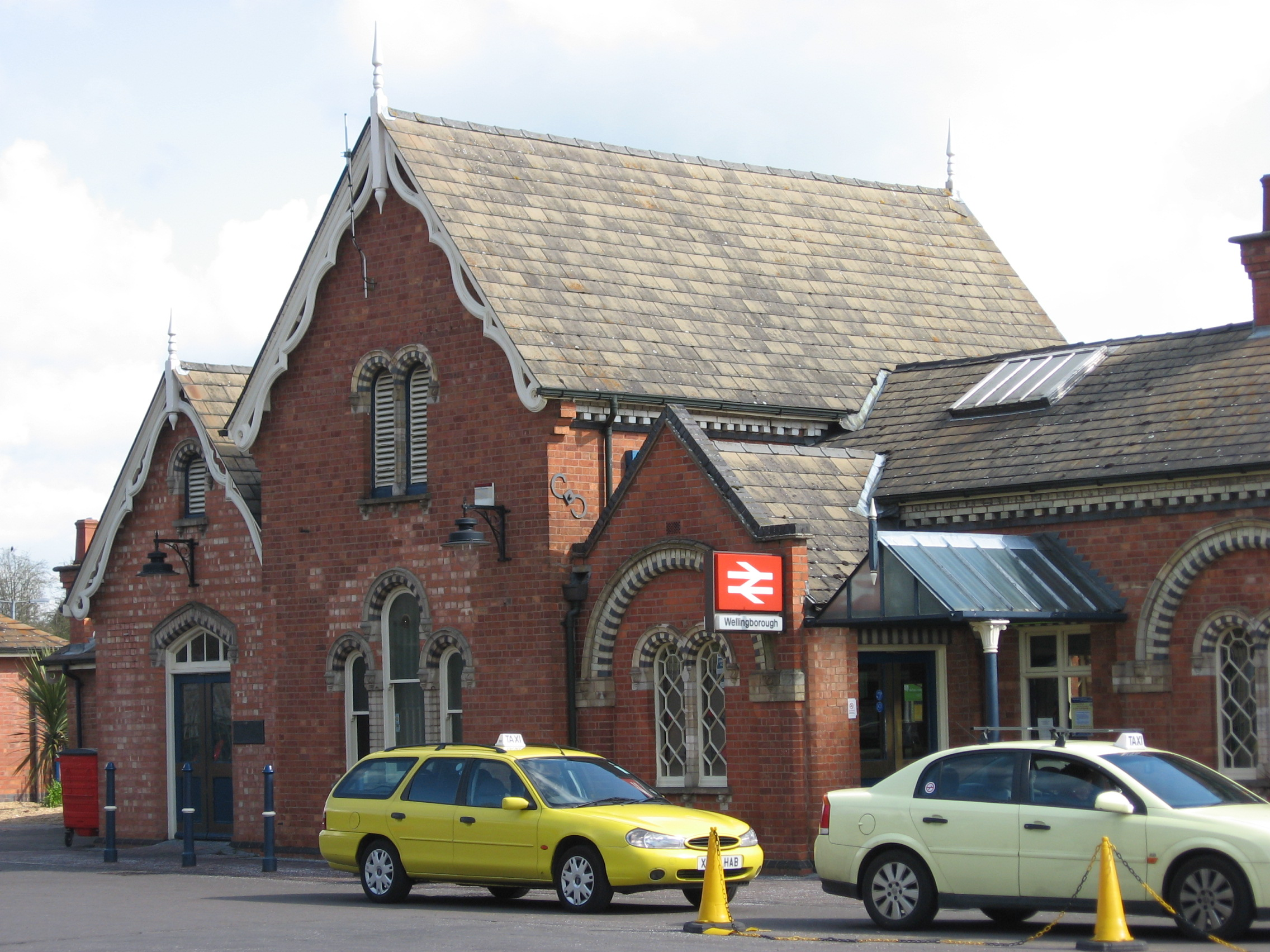
Dworzec kolejowy

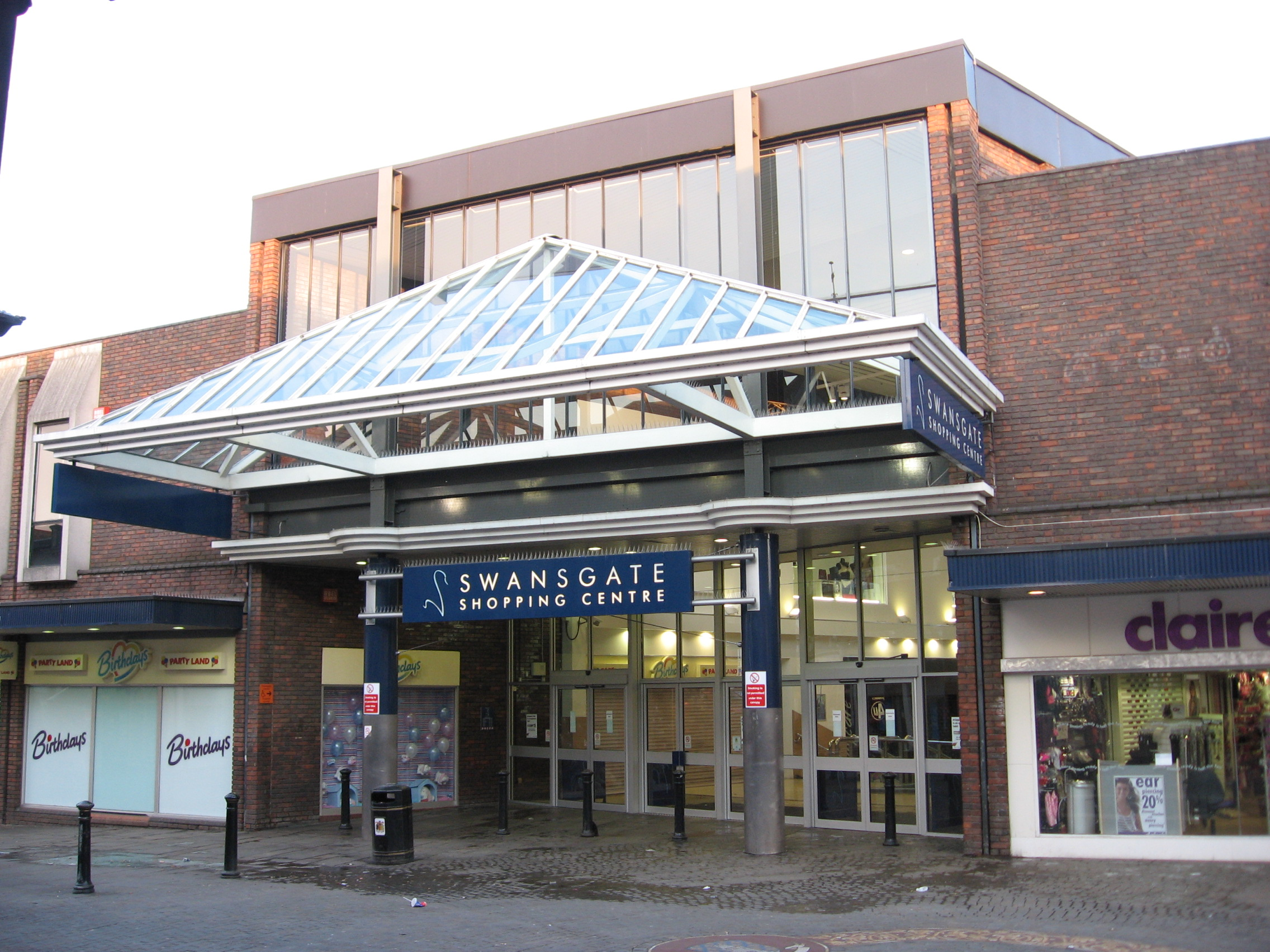
Swansgate Shopping Centre

W Wellingborough nie ma obecnie ani jednego samodzielnego kina. Najbliższe to Odeon w Kettering i Vue w Northampton. Ostatnim kinem był The Palace mieszczący się w miejscu dzisiejszego baru "The Cutting Room". Miasto posiada za to nowoczesny teatr (The Castle Theatre) otwarty w 1995 roku. Znajdują się w nim m.in. sala główna z 501 miejscami siedzącymi, Studio Theatre, The Drama Room, kino, bar czy galeria sztuki. Organizowanych jest tam wiele imprez cyklicznych i okolicznościowych. Wellingborough jest wspomniana w Domesday Book (1086) jako Wedlingeberie/Wendle(s)berie.
Miasto posiada jedną bibliotekę, zlokalizowaną niedaleko rynku oraz muzeum położone obok The Castle Theatre, które można odwiedzać od poniedziałku do soboty w godzinach 10.00-16.30.
W Wellingborough znajduje się wiele zakładów przemysłowych, oferujących miejsca pracy. Stało się to przyczyną dużej imigracji do tego miasta, najpierw mieszkańców państw Wspólnoty Brytyjskiej, a następnie czarnoskórych mieszkańców Karaibów oraz Hindusów i Pakistańczyków, których liczba przekracza obecnie 11% ogólnej liczby ludności.
Największym skupiskiem zakładów jest Park Farm Industrial Estate, położona w zachodniej części miasta. Znajdują się tam siedziby łącznie 42 przedsiębiorstw, takich jak m.in. MAHLE Powertrain, Wincanton Logistics, Nimlok, Booker Distribution, EasyDo Products, Emplas Window System.
Wellingborough posiada także dobrze rozwiniętą sieć połączeń drogowych i kolejowych.
Od południa omija miasto droga szybkiego ruchu A45, łącząca je z drogą A14 oraz autostradą M1, pozwalające bez większych problemów dotrzeć w każdą część kraju. Ponadto w czasie dnia co 10 minut kursuje autobus do Northampton, a linia X4 łączy co pół godziny miasto z Milton Keynes, Kettering, Corby oraz Peterborough.
Również średnio co 30 minut odjeżdża pociąg do londyńskiej stacji kolejowej St Pancras Station, którego podróż trwa 55 minut. Ze stacji kolejowej Wellingborough można także do dojechać do Leicester, Nottingham, Derby, Sheffield i Leeds. Istnieją ponadto połączenia kolejowe z dwoma najbliższymi międzynarodowymi portami lotniczymi – Londyn-Luton (bez przesiadki) oraz Londyn Stansted (z przesiadką w Leicester lub Londynie). Podróż ta, podobnie jak samochodem, nie powinna trwać dłużej niż 1-2 godziny.
Największym centrum handlowym Wellingborough jest Swansgate Shopping Centre leżące w samym środku miasta. Miasto posiada także kilka większych supermarketów.

## Osoby związane z miastem
- Peter Ebdon – snookerzysta, mistrz świata z 2002 roku
- Christopher Hatton – polityk, prawnik, lord kanclerz Anglii
- Marc Iliffe – strongman, Mistrz Wielkiej Brytanii 2002
- Edward Mannock – pilot myśliwski, as okresu I wojny światowej
- Rory McLeod – snookerzysta, uczestnik mistrzostw świata
- Peter Murphy – wokalista solowy oraz członek zespołu Bauhaus
- Thom Yorke – wokalista i lider zespołu Radiohead

## Miasta partnerskie
- Niort (Francja), Wittlich (Niemcy)